# Marc Pircher
Marc Pircher (Salisburgo, 22 aprile 1978) è un cantante e fisarmonicista austriaco, dedito principalmente ai generi folk e Schlager e professionalmente in attività dall'inizio degli anni novanta.
Nel corso della sua carriera, ha pubblicato una trentina di album, molti dei quali certificati disco d'oro e disco di platino.

## Biografia
Marc Pircher nasce a Salisburgo il 22 aprile 1978 e, sin da bambino, impara a suonare la fisarmonica dal padre, musicista per passione.
Fa quindi la sua prima apparizione televisiva a quattordici anni, nel programma di RTL Television Heimatmelodie, dove si esibisce al fianco di Marianne & Michael.
Nel 2003 Pircher si aggiudica il primo posto nel programma di MDR Achim's Hitparade e, con il brano Hey Diandl, spürst es so wie i, al Grand Prix der Volksmusik.  Sempre in quell'anno, pubblica l'album Von Herzen für Dich, che viene certificato disco d'oro.
A partire dall'anno seguente, Pircher inizia una collaborazione con il chitarrista Mani Wagner, che lo accompagnerà nei successivi concerti. Sempre nel 2004, pubblica in collaborazione con DJ Ötzi uno dei suoi singoli di maggior successo, ovvero Sieben Sünden (cover dell'omonimo brano inciso l'anno precedente da Uwe Busse), che raggiunge il secondo posto delle classifiche in Austria.
A partire poi dal 2005 e fino al 2017 conduce annualmente l'annuale programma natalizio di Das Erste Weihnachten auf Gut Aiderbichl, programma del quale sarà poi ospite nel 2019, e dal 2013 al 2015 il programma pre-natalizio Advent auf Aiderbichl.
Nel 2010, pubblica l'album Wer wenn nicht du, che raggiunge il primo posto delle classifiche in Austria.
Nel 2011, sposa una donna di nome Michaela, dalla quale avrà due figli e dalla quale divorzierà otto anni dopo.

## Discografia parziale

### Album
- 1997 – D'Hauptsach is von Herzen kommt's
- 1998 – Von ganzem Herzen bin i a Musikant
- 1998 – Ich bin für dich da
- 1999 – Ich schenk' dir diese Melodie
- 2000 – Im Zillertal bin i gebor'n
- 2001 – Feierabend in den Bergen
- 2001 – Weihnachten mit Marc Pircher
- 2003 – Von Herzen für Dich
- 2004 – Sieben Sünden
- 2006 – Ich war nie ein Casanova
- 2007 – Sieben Sünden
- 2007 – Diamanten der Volksmusik
- 2008 – Sternenstaub
- 2008 – Durch die Nacht - nur mit dir
- 2008 – Seine schönsten volkstümlichen Schlager
- 2009 – Da drob'n in die Berg' is der Herrgott dahoam
- 2010 – Wer wenn nicht du
- 2012 – 20 Jahre Vollgas!
- 2012 – 20 Jahre - Das Beste und noch mehr...
- 2012 – Weihnachten mit Marc Pircher
- 2013 – Alles wird gut
- 2014 – Frauensache
- 2017 – Warum gerade ich
- 2019 – Hörst du mein Herz?
- 2020 – Exklusiv Edition

## Programmi televisivi
- Weihnachten auf Gut Aiderbichl (2005-2019)
- Advent auf Aiderbichl (2013-2015)

## Premi e riconoscimenti
- 2009 – Amadeus Austrian Music Award